# اچ‌دی ۳۷۵۱۹
اچ‌دی ۳۷۵۱۹ یک ستاره است که در صورت فلکی ارابه‌ران قرار دارد.